# Kimberley and Carleton Forehoe
Kimberley and Carleton Forehoe – civil parish w Anglii, w hrabstwie Norfolk, w dystrykcie South Norfolk. Leży 16 km na zachód od Norwich i 147 km na północny wschód od Londynu.
W granicach civil parish leżą także Carleton Forehoe i Kimberley. W 2001 miejscowość liczyła 121 mieszkańców.